# Paraíso das Águas
Paraíso das Águas – miasto i gmina w Brazylii, w stanie Mato Grosso do Sul.